# Milton (Nyugat-Virginia)
Milton város az USA Nyugat-Virginia államában,  Cabell megyében. Lakosainak száma 2811 fő (2020. április 1.).

## Népesség
A település népességének változása:

| 2010 | 2 423 |
| 2020 | 2 811 |